# 須田康夫
須田 康夫（すだ やすお、1983年11月9日 - ）は、日本のラグビー指導者。現在ジャパンラグビーリーグワン釜石シーウェイブスRFCのヘッドコーチを務めている。

## プロフィール
- 宮城県出身。
- 身長183cm、体重100kg
- ポジションはフランカー(FL)、ナンバーエイト(No.8)。
- ニックネームはさすお、すさ[1]。

## 略歴
2000年、仙台育英高校に入学する。
2003年、仙台育英高校卒業後、専修大学に入学する。なお仙台育英高校時代に花園へ3度出場していて、高校日本代表に選ばれたことがある。
2005年、専修大学ラグビー部の主将に就任した。
2006年、専修大学卒業後、日本IBMに加入。同年10月21日に行われたジャパンラグビートップリーグ第7節の福岡サニックスブルース戦に先発出場で公式戦初出場を果たした。
2010年、釜石シーウェイブスに加入し、2014年にチームの主将に就任し、同年度のすべての試合に出場してチームのトップチャレンジ出場とトップリーグ入替戦出場に貢献した。
2018年、釜石シーウェイブスを退団した。
2020年、釜石シーウェイブスのFWコーチに就任。翌2021年、ヘッドコーチに昇格。